# Dacnophora brevipes
Dacnophora brevipes är en tvåvingeart som beskrevs av Borgmeier 1961. Dacnophora brevipes ingår i släktet Dacnophora och familjen puckelflugor. Inga underarter finns listade i Catalogue of Life.